# 祝更生
祝更生（1907年2月—1993年8月30日），曾用名祝永英，河南省卢氏县朱阳关乡人，中华人民共和国政治人物。

## 生平

### 第一次国共内战
早年随外祖父曹培元读书，深受外祖父和舅父曹靖华影响。参加了冯玉祥领导的北伐军。1928年考入河南省为培训农村自治骨干创办的“农村组织训练处”。结业后，分配至洛阳农村自治筹备处工作。1930年，任洛阳县党部整理委员兼训练部长，与时为中共党员的友人崔济民、关周光等第二次参加冯玉祥部队，讨伐蒋介石。1931年，担任国民党卢氏县党部常务委员。同年秋，国民党中央军独立旅王乃文部在卢氏县城勾结惯匪胡子平哗变为匪，在卢氏县城烧杀抢掠。祝更生旋即联合卢氏旅汁同乡会，并随杨虎城部马育宛师收复卢氏县城。地方公报祝永英和陈士凯（时为二十一路军秘书长）等5人组成“卢氏县临时治安委员会”办理善后。是年冬，又担任卢氏县第三区区长，在朱阳关创办第三区区立完全小学。1932年夏，他在省城开到国民党地方法院逮捕，经营救，于1934年秋出狱，遂改名为更生，前往皖南屯溪担任区长，不久，又赴浙江省潜县供事。

### 抗日战争
1937年秋，日军占领浙江杭州、嘉兴、湖州地区，祝更生率百余人建立抗日游击队，开浙江游击队抗日的先声。1938年2月，又调至诸暨县，历任县警察局长、江东区区长、枫桥区区长、磺山区区长、诸暨县县长等职。1939年3月，在接待赴前线视察抗日工作的中共中央军委副主席周恩来，随后与中共党员杨思溢、顾春林及中共金肖支队密切合作。

### 第二次国共内战
1947年，经舅父曹靖华介绍，与中共上海局负责人张执一秘密联系，决定在浙江诸暨县发动武装起事，后因祝更生被免去诸暨县县长职务，迫使搁浅。1948年秋，祝更生出任松阳县县长，即在中共浙东临时工作委员会和中国人民解放军浙东纵队的领导下，筹划松阳武装起事。1949年3月12日，祝更生率担县警察局局长的白醒民等400余人在松阳县武装起事，使浙东革命形势迅速发展。被中共浙东临时工委任命为浙东第五行政区副专员兼松阳县人民政府县长。

### 共和国成立后
中华人民共和国成立后，历任金华专员公署秘书、嘉兴专区航运管理处主任、嘉兴市政协副主席等职。1956年冬，加入中国农工民主党。1957年夏，调任中国农工民主党浙江省委专职秘书长兼杭州市委主任委员。之后历任农工民主党浙汀省委专职副主任委员、农工民主党候补中央委员、省政协委员、杭州市政协副主席等。
文化大革命中受到冲击，祝更生恢复了原有职务，并被选为中国农工民主党中央委员。1984年4月9日，经中共中央组织部特批，成为中共正式党员。之后，历任浙江省政协副主席、省人大常委会副主任等。1993年8月30日，病逝于杭州市。